# Il diavolo nel campanile
Il diavolo nel campanile (tradotto anche con i titoli Il diavolo nella torre e Il diavolo sul campanile) è un racconto breve scritto da Edgar Allan Poe, pubblicato per la prima volta il 18 maggio 1839 sul Philadelphia Saturday Chronicle and Mirror of the Times e, l'anno successivo, in Racconti del grottesco e dell'arabesco.

## Trama
L'io narrante inizia la storia introducendo il lettore a quello che una volta era il luogo più bello del mondo. Quel luogo è un vecchio villaggio sperduto, il borgo olandese Vondervotteimittiss, situato in una valle, circondata da colline, perfettamente piana e rotonda che ha una circonferenza che misura un quarto di miglio. Vari studiosi hanno tentato, con esito incerto, di risalire all'etimologia del suo nome. Non vi è dubbio che il borgo non è mai cambiato dalla sua fondazione, infatti l'uomo più anziano del borgo non rileva, nel corso del tempo, alcun minimo cambiamento d'aspetto del villaggio. Nessuno dei suoi abitanti ha mai lasciato Vondervotteimittiss nella convinzione che nulla (o sicuramente nulla di buono) esista oltre le colline che lo circondano. Le sessanta case della borgata, tutte uguali tra loro, sia all'esterno sia all'interno, sono disposte una al fianco dell'altra lungo la circonferenza della vallata. Queste casette, sul davanti affacciano sul palazzo comunale e relativo campanile che si trovano nel centro della valle, e sul retro affacciano sulle colline. Ogni casa possiede un giardino nel quale pascolano maiali e un orticello con ventiquattro cavoli. Da quando vi abita lo scrittore, i consiglieri comunali di Vondervotteimittiss, attraverso alcune sedute speciali, hanno preso tre importanti decisioni per tutto il borgo: 1)Che è errore mutare il buon antico corso delle cose; 2)Che fuori dal villaggio non c'è nulla di tollerabile; 3)Che tutti i cittadini sono fedeli agli orologi e ai cavoli. 
Infatti gli arredamenti delle case, pure questi tutti uguali tra loro, prevedono, in ogni dove, la presenza di tanti orologi di varia fattura e grandezza e in tutti i mobili e manufatti di legno del villaggio sono intarsiati orologi e cavoli. In ogni casa le basse e panciute massaie sono davanti al focolare, con la mano destra girano il mestolo per cucinare con molta cura crauti e maiale, e con la mano sinistra impugnano un pesante orologetto in modo d'averlo sempre sott'occhio. I gatti domestici del villaggio hanno delle sveglie legate alle loro code per gioco dai ragazzi. Nel giardino di ogni casa i figli, fumando le pipe e con l'orologio in mano, sorvegliano il maiale al quale per scherzo hanno legato una sveglia sulla coda come ai gatti. Di fronte alla porta i paffuti e anziani padroni di casa col doppio mento e la pipa in bocca siedono su una poltrona di cuoio con lo schienale alto e portano il proprio orologio in tasca. Seduti sulla poltrona hanno la gamba destra accavallata sul ginocchio sinistro e fumando guardano attentamente il grande orologio del campanile del palazzo comunale. Questo grandissimo orologio è «orgoglio e meraviglia del villaggio», ha sette facce, una su ciascun lato del campanile ettagonale, in modo da essere ben visibile da tutte le case del borgo. I quadranti sono grandi e bianchi e le lancette nere e pesanti. Al suo interno vi è un campanaro che ha il compito di sorvegliare il grande orologio che da tempo immemorabile possiede un'estrema puntualità, unica al mondo, sul quale sono regolati tutti gli altri orologi di Vondervotteimittiss. Questo custode ha una mansione priva di fatica, d'impegno e di responsabilità, e proprio per questo è molto rispettato nel villaggio. Infatti le proporzioni dei suoi vestiti (rispetto a quelli degli altri cittadini) sono più abbondanti e invece del doppio ha il triplo mento. 
Un giorno, però, quando mancano solo tre minuti a mezzogiorno accade una grande catastrofe. Mentre tutti i cittadini aspettano, come sempre, il rintocco di mezzogiorno, si vede un minuscolo giovinotto d'aria forestiera provenire da oriente e scendere dalle colline saltellando a grandi passi verso il villaggio. Quest'omuncolo è vestito di nero, porta baffi, basettoni e ha dei bigodini in testa, con «un sogghigno perenne da un orecchio all'altro», tiene sotto un braccio una feluca (cappello bicorno) e sotto quell'altro braccio un violino cinque volte più grande di lui. Giunto nel centro del borgo e dopo aver eseguito qualche piroetta e passo di fandango (danza spagnola) senza andare a tempo, l'omuncolo balza sulla torre dell'orologio, prende per il naso il campanaro, che in quel momento stava fumando, e gli ficca, di forza, in testa la sua feluca fino a coprirgli gli occhi. Subito dopo comincia a colpirlo violentemente col violino producendo tanto di quel fracasso da sembrare una parata di tamburi e grancasse. Gli abitanti non intervengono perché sono in attesa degli imminenti rintocchi di mezzogiorno; la loro priorità assoluta è guardare l'orologio e contare tutti insieme, come di consueto, i rintocchi della campana. Quindi, giunto mezzogiorno, tutti i cittadini all'unisono seguono e scandiscono insieme al grande orologio del campanile i rintocchi. Dopo il dodicesimo, però segue un altro rintocco, il tredicesimo. A questo punto gli abitanti della valle sono increduli e sconvolti. A tutti gli anziani seduti sulla loro poltrona cadono le pipe di bocca dallo stupore e allo stesso tempo questi tolgono la gamba destra dal ginocchio sinistro. I ragazzi si accorgono di avere fame. Le massaie si accorgono che i crauti sono scotti. Tutti gli uomini si accorgono che a quell'ora il tabacco nelle pipe dovrebbe essere finito e prontamente le rimpinzano. Fumano poi tutti nervosamente e con tale vigore che in breve tutta la valle viene inondata di fumo. I cavoli diventano tutti «rossi in faccia». Tutti gli orologi del paese prendono vita e si dimenano ballando in preda ad un'incontenibile furia. I gatti e i maiali non tollerano più le piccole sveglie legate alle loro code e, sconvolti, corrono da ogni parte. Tutto il villaggio è in preda alla confusione. Nel frattempo nel campanile sdraiato sul campanaro, lo scellerato stringendo la corda campanaria tra i denti, continua a far suonare la campana muovendo la testa. Inoltre l'omiciattolo con entrambe le mani libere strazia il gran violino producendo suoni molto fastidiosi. Lo scrittore, disgustato, si allontana così dal borgo olandese di Vondervotteimittiss. Alla fine del racconto il narratore si appella a tutti i cittadini del villaggio affinché si coalizzino, anche insieme allo scrittore stesso, per scacciare l'omiciattolo dal campanile.

## Edizione di riferimento
- Edgar Allan Poe, Il diavolo nella torre (traduzione di Elio Vittorini), in Opere scelte (a cura di Giorgio Manganelli), Milano, Arnoldo Mondadori, 1971, pp. 252-262.